# Sulpiz Boisserée

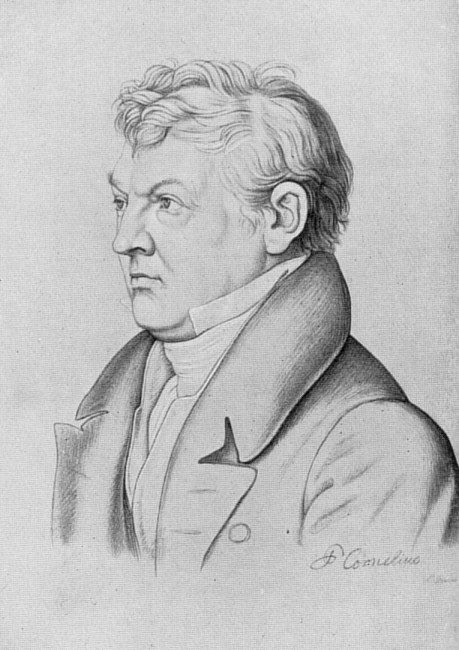
Sulpiz Boisserée
Zeichnung von Peter von Cornelius

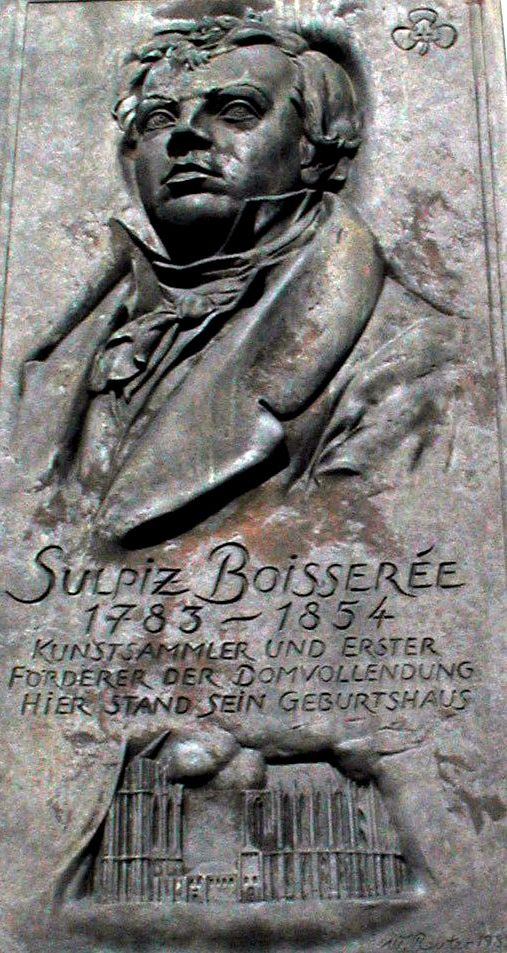
Sulpiz Boisserée. Gedenktafel am Geburtshaus in Köln, Blaubach 14 (von dem Bildhauer Wolfgang Reuter aus Köln)

Johann Sulpiz Melchior Dominikus Boisserée (* 2. August 1783 in Köln; † 2. Mai 1854 in Bonn) war ein deutscher Gemäldesammler, Kunst- und Architekturhistoriker sowie einer der Initiatoren der Vollendung des Kölner Domes.

## Leben
Er war ein Sohn des Kaufmanns Nicolas Boisserée und dessen Ehefrau Maria Magdalena, einer Tochter des Kölner Kaufmanns Anton Brentano. Die Vorfahren der Familie waren im 18. Jahrhundert aus dem heutigen Belgien zugewandert. Er wuchs unter der streng katholischen Obhut seiner Großmutter auf, nachdem seine Mutter bereits 1790 und sein Vater 1792 verstorben war. Sein jüngerer Bruder Melchior Boisserée war ebenfalls Kunstsammler. 1799, während seiner Lehrzeit in Hamburg, entdeckte Sulpiz Boisserée sein Interesse an der Kunst.
1804 begannen die Brüder mit dem systematischen Sammeln altdeutscher und altniederländischer Tafelgemälde. Sie taten dies zusammen mit dem gemeinsamen Freund Johann Baptist Bertram (* 6. Februar 1776 in Köln; † 19. April 1841 in München), der Mitbesitzer ihrer Gemäldesammlung war. Durch die Säkularisation kamen viele Bilder aus Kirchen und Klöstern billig auf den Markt, und der Ankauf durch die Brüder rettete viele Werke. Von November 1810 bis 1819 zeigten sie die Sammlung im Palais Boisserée am Karlsplatz in Heidelberg, danach in Stuttgart. Sie pflegten einen regelmäßigen Umgang mit Ferdinand Franz Wallraf, Friedrich Schlegel und dessen Frau Dorothea. Boisserée war seit 1810, vermittelt durch den Diplomaten Karl Friedrich Reinhard, ein enger Freund Johann Wolfgang von Goethes, mit dem er mehrmals in Frankfurt zusammentraf und der ihn 1814 und 1815 in Heidelberg aufsuchte, um die umfangreiche Gemäldesammlung zu sehen. Dort traf auch Herzog Karl August von Weimar mit Goethe und dem Ehepaar Willemer aus Frankfurt zusammen. Bei einem von Willemer ausgerichteten Festmahl zu Goethes 70. Geburtstag gehörte Boisserée zu den Gründern eines Komitees zur Errichtung eines Goethedenkmals in Frankfurt. Er war Mitherausgeber von Goethes Zeitschrift Über Kunst und Altertum. Befreundet war Boisserée auch mit Werner von Haxthausen. Auf seinem Weg nach Frankfurt schaute er auch immer gern bei Christian Zais in Wiesbaden vorbei.
Von 1818 bis 1827 wurde die Sammlung in der Stuttgarter Königstraße, im ehemaligen Pavillon der Garde-Offiziere, ausgestellt. Zur württembergische Residenzstadt hatte Sulpiz Boisserée bereits zuvor Kontakte, besonders den Kaufmann und Kunstfreund Gottlob Heinrich Rapp kannte er seit einigen Jahren. Spätestens nach dem Umzug lernte er auch dessen Familie kennen und dabei die jüngste Tochter Rapps, Mathilde. Die beiden heirateten zehn Jahre später.
Die 215 Tafelgemälde umfassende Sammlung verkauften er und sein Bruder 1827 an König Ludwig I. von Bayern. Ab 1836 waren große Teile der Sammlung in der Münchner Alten Pinakothek zu sehen.
Boisserée hatte für fast zwei Jahre das Amt des bayerischen Generalkonservators inne, bevor er sich 1836 auf Reisen begab. Er bereiste bis 1838 Italien und Südfrankreich. Bereits seit 1808 träumte er von der Vollendung des Kölner Doms. 1816 fand er eine Hälfte des 4,05 m großen überarbeiteten mittelalterlichen Fassadenplans des Dombaumeisters Johannes in Paris. Er war einer der engagiertesten Aktivisten, als es ab 1840 darum ging, einen Dombau-Verein in Köln zu gründen, um das große Werk zu vollenden.
Im Jahr 1845 wurde Boisserée vom preußischen König Friedrich Wilhelm IV. zum Geheimen Hofrat ernannt. Im selben Jahr wurde er als auswärtiges Mitglied der Bayerischen Akademie der Wissenschaften gewählt.
Seinen großen Traum, die Vollendung des Kölner Doms, konnte Sulpiz Boisserée nicht mehr erleben; er verstarb am 2. Mai 1854 in Bonn. Gemeinsam mit seinem Bruder wurde er auf dem Alten Friedhof in Bonn bestattet, wo das Grabmal mit einem Christus-Relief von Christian Daniel Rauch erhalten ist.
1888 wurde zu Ehren der Familie die Boisseréestraße eingeweiht, die jetzt zum Kölner Stadtteil Neustadt-Süd gehört.
Die Gebrüder Boisserée hatten großen Einfluss auf das Ausstellungswesen. Sie führten die chronologische Präsentation ein, die dem Betrachter die Möglichkeit gibt, Stile und Entwicklungen zu erkennen und zu vergleichen. Sie beherrschten die Kunst, die Gemälde effektvoll in Szene zu setzen, sogar das Museumscafé haben sie vorweggenommen: Schlegel berichtete, dass beim Betrachten der Bilder Wein und Gebackenes gereicht wurde.

## Schriften
- Sulpiz Boisserée: Geschichte und Beschreibung des Doms von Köln nebst Untersuchungen über die alte Kirchenbaukunst, als Text zu den Ansichten, Rissen und einzelnen Theilen des Doms von Köln. München 1823 Cotta.
- Sulpiz Boisserée: Geschichte und Beschreibung des Doms von Köln mit fünf Abbildungen. Zweite, umgearbeitete Ausgabe. München 1842 Literarisch-artistische Anstalt.
- Sulpiz Boisserée: Denkmale der Baukunst vom 7. bis zum 13. Jahrhundert am Nieder-Rhein. München 1833 Cotta.
- Sulpiz Boisserée: Monuments d'architecture du septième au treizième siècle dans les contrées du Rhin inférieur. München 1842 Cotta.
- Sulpiz Boisserée: Tagebücher. Band 1 bis 5. Im Auftrag der Stadt Köln herausgegeben von Hans-Joachim Weitz, Eduard Roether Verlag, Darmstadt 1978–1995.